# Phlyctaenia tertialis
Phlyctaenia tertialis là một loài bướm đêm trong họ Crambidae.